# إبيميثيوس (قمر)
Epimetheus هو القمر داخلي لكوكب زحل. ويعرف أيضا باسم زحل الحادي عشر. اسمه مشتق من الميثولوجيا اليونانية هو إيمثيوس هو شقيق بروميثيوس.

## اكتشافه
يحتل ايمثيوس نفس المدار مع جانوس لذلك افترض الفلكيون وجود قمر واحد يدور في هذا المدار. وبالتالي صعوبة تحديد الخصائص المدارية.
يعزى اكتشاف جانوس إلى الراصد أودوين دولفوس Audouin Dollfus في 15 كانون الأول 1966. S/1966 S 2. صور جان تيكسيرياو Jean Texereau جانوس يوم 29 أكتوبر 1966 دون تحديده ؛ وسماه دولفوس باسمه قي نفس المناسبة. في يوم 18 ديسمبر، أدلى ريتشارد ووكر Richard Walker بملاحظة مماثلة على قمر في نفس المدار وهذا القمر كان إيمثيوس.
اعتمد اسم إيمثيوس من قبل الإتحاد الدولي الفلكي سنة 1983.

## الصفات الفيزيائية

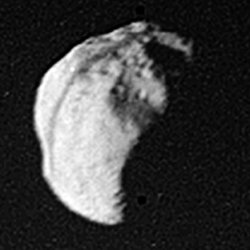
إبيميثيوس

يحوي سطحه العديد من الحفر بمجموع أكثر من 30 كم في قطر، وكذلك يجوي على العديد الارتفاعات الكبيرة والصغيرة والأخاديد. وتشير الحفر الواسعة إلى قدمه في المنشأ. ويعتقد أن كل من جانوس وايمثيوس شكلا من اضطراب قمر واحد يدور في المدار، حدث هذا وقت مبكر من تاريخ النظام الأقمار. يتميز بكثافة منخفضة جدا وبياض مرتفع نسبيا ، يبدو أن سطحه مليئ بالمسام والجليد.
يوجد في قطبه الجنوبي حفرة كبيرة جدا وهي المسؤولة عن الشكل المسطح في هذا القطب.
تظهر الصور وجود منطقتين على سطحه : الأولى داكنة ويتغير اللون بشكل تدريجي الثانية أكثر اشراقا مائلة إلى الصفار وهي للتضاريس المتكسرة. يوجد تفسير واحد لهذه الصور وهو هو أن المناطق الداكنة هي انحدارات تدريجية ومن الممكن أنها تحوي على كميات اقل من الجليد.مع ذلك يحوي جميع سطح هذا القمر على كميات من جليد الماء

## العلاقة المدارية بين إيمثيوس وجانوس
تقريبا يتشارك كل من إيمثيوس وجانوس نفس المدار مع العلم أن مدار جانوس أكثر قربا من زحل بحاولي 50 كم. هذه المسافة أقل من قطر كلا القمرين وتبعا لقوانين كبلر فإن القمر ذو المدار الأقرب أسرع تماما. لكن الفرق الزمني بين القمرين فقط 30 ثانية وبالتالي فإن القمر الداخلي ينحرف كل يوم عن القمر الخارجي بربع درجة. حالما يدرك القمر الداخلي القمر الخارجي فإن جاذبيتهما الخاصة ستعزز من كمية حركة القمر الداخلي وتضعف من كمية حركة القمر الخارجي. بازدياد كمية الحركة هذه فإن مسافة مدار القمر الداخلي والفترة الزمنية للدوران ستزداد على العكس من القمر الخارجي. وبالتالي يحدث تبادل في كمية الحركة والمدرات بين القمرين ويحدث هذا التبادل مرة كل أربع سنوات وحدثت في 21 كانون الثاني 2010 وهذا النظام فريد في المجموعة الشمسية.

## الحلقة
تتزاجد حلقات الغبار الصغيرة في جميع أنحاء المنطقة التي يحتلها مدار جانوس وابيمثيوس، كما يتبين من الصور التي التقطت عن طريق الضوء المتناثر من قبل المسبار الفضائي كاسيني-هويجنز في عام 2006. للحلقة قطر يمتد حوالي 5000 كم. والمصدر هو الجسيمات القادمة مع النيازك والتي التصقت بسطوح الأقمار ، ومن ثم شكلت حلقة منتشرة في جميع أنحاء مساراها المداري.